# Єнімахалле (станція метро, лінія М3)
41°02′24″ пн. ш. 28°50′10″ сх. д. / 41.040122223817° пн. ш. 28.836045707506° сх. д.
Енімахалле (тур. Yenimahalle) — станція лінії М3 Стамбульського метрополітену. Відкрита 14 липня 2013
Конструкція — трипрогінна мілкого закладення з однією острівною платформою.
Розташована під проспектом Дьокюмджюлер, у мікрорайоні Єнімахалле, район Багджилар.
Пересадки:
- Автобуси: 92, 92B, 92K, 92Ş, 97G, 98D, 98K
- Маршрутки: Бакиркьой — Ікітеллі Кьоїчі, Бакиркьой — Ікітеллі, Багджилар — Девлет, Хастанесі — Еврен-махаллесі, Топкапи — Еврен-махаллесі, Бакиркьой — Фатіх-махаллесі